# Amtsgericht Uchte
Das Amtsgericht Uchte war ein Gericht der ordentlichen Gerichtsbarkeit in Uchte.
Nach der Revolution von 1848 wurde im Königreich Hannover die Rechtsprechung von der Verwaltung getrennt und die Patrimonialgerichtsbarkeit abgeschafft.
Das Amtsgericht wurde daraufhin mit der Verordnung vom 7. August 1852 die Bildung der Amtsgerichte und unteren Verwaltungsbehörden betreffend als königlich hannoversches Amtsgericht gegründet.
Es umfasste das Amt Uchte.
Das Amtsgericht war dem Obergericht Nienburg untergeordnet. 1854 wurde das Amtsgericht Diepenau aufgelöst und dessen Gerichtsbezirk zum Amtsgericht Uchte zugeordnet. Mit der Annexion Hannovers durch Preußen wurde es zu einem preußischen Amtsgericht in der Provinz Hannover. Im Jahre 1973 wurde es aufgehoben und dem Amtsgericht Stolzenau zugeordnet.